# Нијемци (општина)
Нијемци су насеље и седиште општине у Вуковарско-сремској жупанији, Република Хрватска.

## Географија
Налазе се недалеко од границе са Србијом.

## Становништво
На попису становништва 2011. године, општина Нијемци је имала 4.705 становника, од чега у самим Нијемцима 1.605.
| Попис 2011.‍   | Попис 2011.‍ | Попис 2011.‍ | Попис 2011.‍ | Попис 2011.‍ |
| ------------- | ----------- | ----------- | ----------- | ----------- |
|               |             |             |             |             |
| Хрвати        | Хрвати      |             | 4.130       | 87,78%      |
| Срби          | Срби        |             | 515         | 10,95%      |
| остали        | остали      |             | 60          | 1,27%       |
| укупно: 4.705 |             |             |             |             |

## Попис 1991.
На попису становништва 1991. године, насељено место Нијемци је имало 2.171 становника, следећег националног састава:
| Попис 1991.‍   | Попис 1991.‍  | Попис 1991.‍ | Попис 1991.‍ | Попис 1991.‍ |
| ------------- | ------------ | ----------- | ----------- | ----------- |
|               |              |             |             |             |
| Хрвати        | Хрвати       |             | 2.108       | 97,09%      |
| Срби          | Срби         |             | 8           | 0,36%       |
| Македонци     | Македонци    |             | 3           | 0,13%       |
| Албанци       | Албанци      |             | 2           | 0,09%       |
| Мађари        | Мађари       |             | 2           | 0,09%       |
| Русини        | Русини       |             | 1           | 0,04%       |
| Словаци       | Словаци      |             | 1           | 0,04%       |
| Црногорци     | Црногорци    |             | 1           | 0,04%       |
| неопредељени  | неопредељени |             | 11          | 0,50%       |
| непознато     | непознато    |             | 34          | 1,56%       |
| укупно: 2.171 |              |             |             |             |